# Saint-Aignan-des-Noyers
Saint-Aignan-des-Noyers é uma comuna francesa na região administrativa do Centro, no departamento Cher. Estende-se por uma área de 10,5 km². Em 2010 a comuna tinha 90 habitantes (densidade: 8,6 hab./km²).